# Royella
Royella là một chi ốc biển, là động vật thân mềm chân bụng sống ở biển trong họ Cerithiidae.

## Các loài
Các loài trong chi Royella bao gồm:
- Royella sinon (Bayle, 1880)[2]